# 福特球場
福特球場（Ford Field）位於美國密歇根州底特律，是一座有80,000個座位的多功能體育場，由福特汽車公司冠名贊助。
體育場現為全国橄榄球联盟底特律雄狮的主場，曾經舉辦過籃球比賽。

## 重要節目
福特球場現已成為底特律地區舉辦重大活動的主要場館之一。
- 2009年NCAA男子籃球錦標賽四強
- 2010年NCAA男子冰球錦標賽四強
- 摔角狂熱23
- 汽車城碗
- 第四十届超級碗
- 2014年耶和華見證人國際大會